# Richard McClure
Richard Neil "Dick" McClure (ur. 20 stycznia 1935 w Comox, zm. 10 maja 2024) – kanadyjski wioślarz, srebrny medalista olimpijski.
Wystąpił na igrzyskach olimpijskich w Melbourne w 1956, gdzie Kanadyjczycy w składzie: Philip Kueber, Richard McClure, Robert Wilson, David Helliwell, Donald Pretty, Bill McKerlich, Douglas McDonald, Lawrence West i Carlton Ogawa (sternik) zdobyli srebrny medal w ósemkach. W wyścigu finałowym o 1,9 sekundy przegrali z osadą USA, a o 2,1 sekundy pokonali Australijczyków. Był to jego jedyny start olimpijski.
Ponadto zdobył srebrny medal w czwórkach bez sternika na igrzyskach Imperium Brytyjskiego i Wspólnoty Brytyjskiej w Cardiff w 1958. 
Ukończył inżynierię na Uniwersytecie Kolumbii Brytyjskiej, następnie pracował w zawodzie. Ponadto był trenerem, prowadził między innymi reprezentację Kanady na igrzyskach olimpijskich w Atlancie w 1996. 